# Omar El-Gamal
Omar El Gamal (en arabe : عمر الجمل), né le 26 septembre 1986, est un nageur égyptien.

## Carrière
Aux Jeux africains de 2003 à Abuja, Omar El-Gamal est médaillé d'argent du 800 mètres nage libre et du 1 500 mètres nage libre et médaillé de bronze du 400 mètres quatre nages.
Il est médaillé d'argent du 800 mètres nage libre aux Championnats d'Afrique de natation 2004 à Casablanca.